# 90-я гвардейская танковая дивизия (формирования 1957 года)
90-я гвардейская танковая Витебско-Новгородская дважды Краснознамённая дивизия — (бывшая в период Великой Отечественной войны 90-я гв. сд) — соединение танковых→мотострелковых войск Вооружённых сил СССР, а затем и Вооружённых сил России.

## История

### История формирования
Сформирована в 1957 году как 38-я гвардейская танковая дивизия из 26-й гвардейской механизированной дивизии (бывшая 90-я гв. сд)
.
В 1965 году после возвращения дивизии номера 90, под которым она воевала в Великой Отечественной войне, стала именоваться 90-я гвардейской танковой Витебско-Новгородской дважды Краснознамённой дивизией.

### Операция «Дунай»

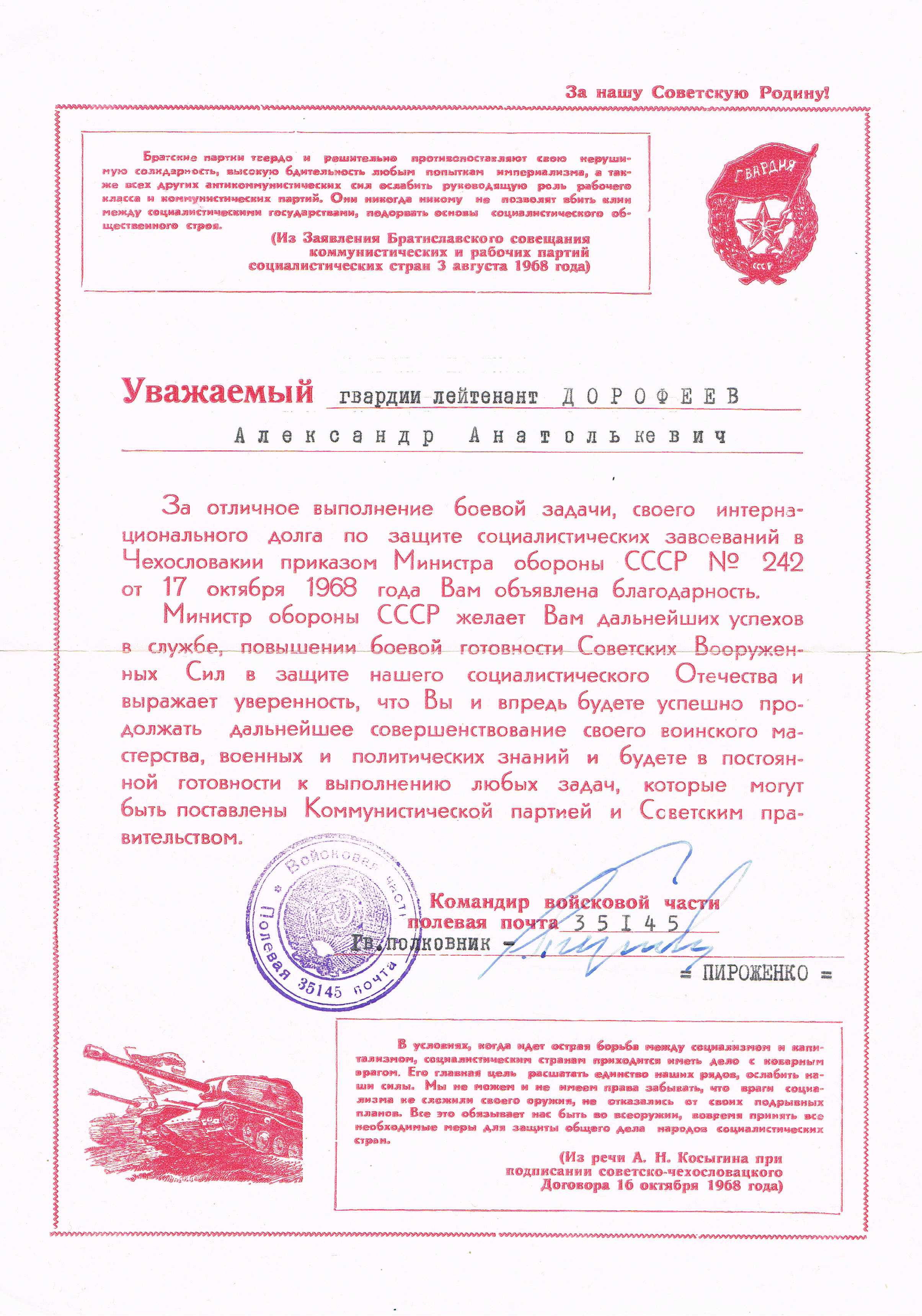
Благодарность Министра обороны СССР. Приказ № 242 от 17.10.1968. Операция «Дунай».

В период с 13 мая по 5 сентября 1968 года дивизия участвовала в операции «Дунай» в ЧССР.
20 августа 1968 года дивизия получила задачу на переход государственной границы ГДР с ЧССР. 21 августа 1968 года вошла в ЧССР, где её части блокировали назначенные объекты.
Приказом Министра обороны СССР от 17-го октября 1968 года № 242 за образцовое выполнение задания командования и интернационального долга по оказанию помощи трудящимся Чехословакии в борьбе с контрреволюционными элементами и проявленные при этом отвагу и мужество всему личному составу дивизии объявлена благодарность
В 1985 году дивизия переформирована в 6-я гвардейскую мотострелковую Витебско-Новгородскую дважды Краснознамённую дивизию..

### Состав
- Управление дивизии,
- 6-й гвардейский танковый полк (Борне-Сулиново),
- 80-й танковый Краснознамённый полк (Борне-Сулиново),
- 215-й гвардейский танковый полк (Сыпнево),
- 252-й гвардейский мотострелковый орденов Суворова и Александра Невского полк (Борне-Сулиново),
- 193-й гвардейский самоходно-артиллерийский ордена Александра Невского полк (Бялогард),
- 1082-й зенитный ракетный полк (Шецинек),
- 90-й отдельный танковый батальон (Борне-Сулиново),
- 669-й отдельный ракетный дивизион (Бялогард),
- 54-й отдельный батальон связи (Борне-Сулиново),
- 101-й отдельный инженерно-сапёрный батальон (Щецин),
- 1083-й отдельный батальон материального обеспечения,
- 71-й отдельный ремонтно-восстановительный батальон,
- 87-й отдельный медицинский батальон.
- 126-й отдельный разведывательный батальон (Бялогард),

## 6-я гвардейская мотострелковая дивизия (формирования 1985 года)
В 1985 году, в соответствии с директивами Министра обороны СССР № 314/1/00900 от 4 декабря 1984 г. и Генерального штаба ВС СССР № 314/3/0224 от 8 февраля 1985 г. 90-я гвардейская танковая дивизия была переформирована в 6-ю гвардейскую мотострелковую Витебско-Новгородскую дважды Краснознамённую дивизию
В связи с этим переформированием в 1985 году произошел обмен нумерацией (90-я на 6-ю) и типом (танковая на мотострелковую) с 6-й гвардейской мотострелковой Львовской ордена Ленина Краснознамённой ордена Суворова дивизией из ГСВГ ГДР. 6-й гв. тп стал 16-м гв. мсп, а 215-й гв. тп стал 16-м гв. мсп.

### Состав
- Управление дивизии,
- 16-й гвардейский мотострелковый полк (формирования 1985 года) (Борне-Сулиново),
- 82-й гвардейский мотострелковый полк (формирования 1985 года) (Сыпнево),
- 252-й гвардейский мотострелковый орденов Суворова и Александра Невского полк (Борне-Сулиново),
- 80-й танковый Краснознамённый полк (Борне-Сулиново),
- 193-й гвардейский самоходно-артиллерийский ордена Александра Невского полк (Бялогард),
- 1082-й зенитный ракетный полк (Шецинек),
- 90-й отдельный танковый батальон (Борне-Сулиново),
- 465-й отдельный противотанковый артиллерийский дивизион (Бялогард), (из Бернау ГСВГ 6-й гв. мсд)
- 669-й отдельный ракетный дивизион (Бялогард),
- 54-й отдельный батальон связи (Борне-Сулиново),
- 101-й отдельный инженерно-сапёрный батальон (Щецин),
- 1083-й отдельный батальон материального обеспечения,
- 71-й отдельный ремонтно-восстановительный батальон,
- 87-й отдельный медицинский батальон).
  - 126-й отдельный разведывательный батальон (Бялогард),

В ноябре 1986 года на базе 126-го отдельного разведывательного батальона была сформирована 83-я отдельная десантно-штурмовая бригада Главного командования Западного направления.
После формирования батальон был передислоцирован в деревню Сыпнево.

## 166-я гвардейская отдельная мотострелковая Витебско-Новгородская дважды Краснознамённая бригада
В 1992 году из Польши передислоцирована в Тверскую область МВО и переформированна в 166-ю гвардейскую отдельную Витебско-Новгородскую дважды Краснознамённую мотострелковую бригаду.
С 23 января по 3 июля 1996года годах принимала участие в восстановлении конституционного порядка в Чеченской Республике. Потери за время войны: 113 убитых и 31 пропавший без вести..
Два офицера начальник разведки бригады майор И.Касьянов и командир разведроты И.Баталов 21 ноября 1995 г. были удостоены звания Героя России. Звание Героя России было также присвоено рядовому Вячеславу Иванову.

## 70-я гвардейская Витебско-Новгородская дважды Краснознамённая база хранения вооружения и техники (мотострелковых войск)
С 1998 года 70-я гвардейская Витебско-Новгородская дважды Краснознамённая база хранения вооружения и техники (мотострелковых войск) (70-я гв. бхвт (м)).
В составе:
440 чел. личного состава; 38 Т-80; 86 БМП (37 БМП-2, 40 БМП-1, 9 БРМ-1К); 6 БТР (1 БТР-80, 4 БТР-70, 1 МТ-ЛБ); 24 — 2СЗ «Акация»; 3 БМП-1КШ, 6 СПР-2, 4 ПУ-12, 2 Р-156БТР, 11 Р-145БМ, 1 ЗС-88 (БТР-80), 1 ПРП-3, 4 ПРП-4; 2 УР-67, 1 МТ-55А, 1 МТУ-20.
По предназначению развёртывалась в мотострелковую бригаду.
В 1997 году 70-я гв. бхвт (м) расформирована.

## Награды и наименования
Награды и почётные наименования унаследованы от 90-й гв. сд и от 378-й сд
- Звание «Гвардейская» получено 18 апреля 1943 года 90-й гв. сд
- Орден Красного Знамени получен 18 апреля 1943 года 90-й гв. сд
- Орден Красного Знамени 13 марта 1945 от 378-й сд
- Почётное наименование «Витебская» получено 28 июня 1944 года 90-й гв. сд
- Почётное наименование «Новгородская» 13 марта 1945 от 378-й сд

## Командиры
- 1989—1995 генерал-майор Булгаков, Владимир Васильевич

## Отличившиеся воины
- Баталов, Игорь Адольфович Герой Российской Федерации. Командир разведывательной роты 166-й гвардейской отдельной мотострелковой бригады, капитан.
- Касьянов, Илья Анатольевич Герой Российской Федерации. Начальник разведки 166-й гвардейской отдельной мотострелковой бригады, подполковник.
- Иванов, Вячеслав    Герой Российской Федерации. Рядовой.